# Alexandre Schwartz
Alexandre Nikolaïevitch Schwartz (en russe Алекса́ндр Никола́евич Шварц), né en 1848 à Toula et décédé en 1915, est un homme politique russe qui fut ministre de l’Instruction publique du 1er janvier 1908 au 25 septembre 1910.